# Saint-Paul-la-Roche
Saint-Paul-la-Roche is een gemeente in het Franse departement Dordogne (regio Nouvelle-Aquitaine) en telt 551 inwoners (1999). De plaats maakt deel uit van het arrondissement Nontron.

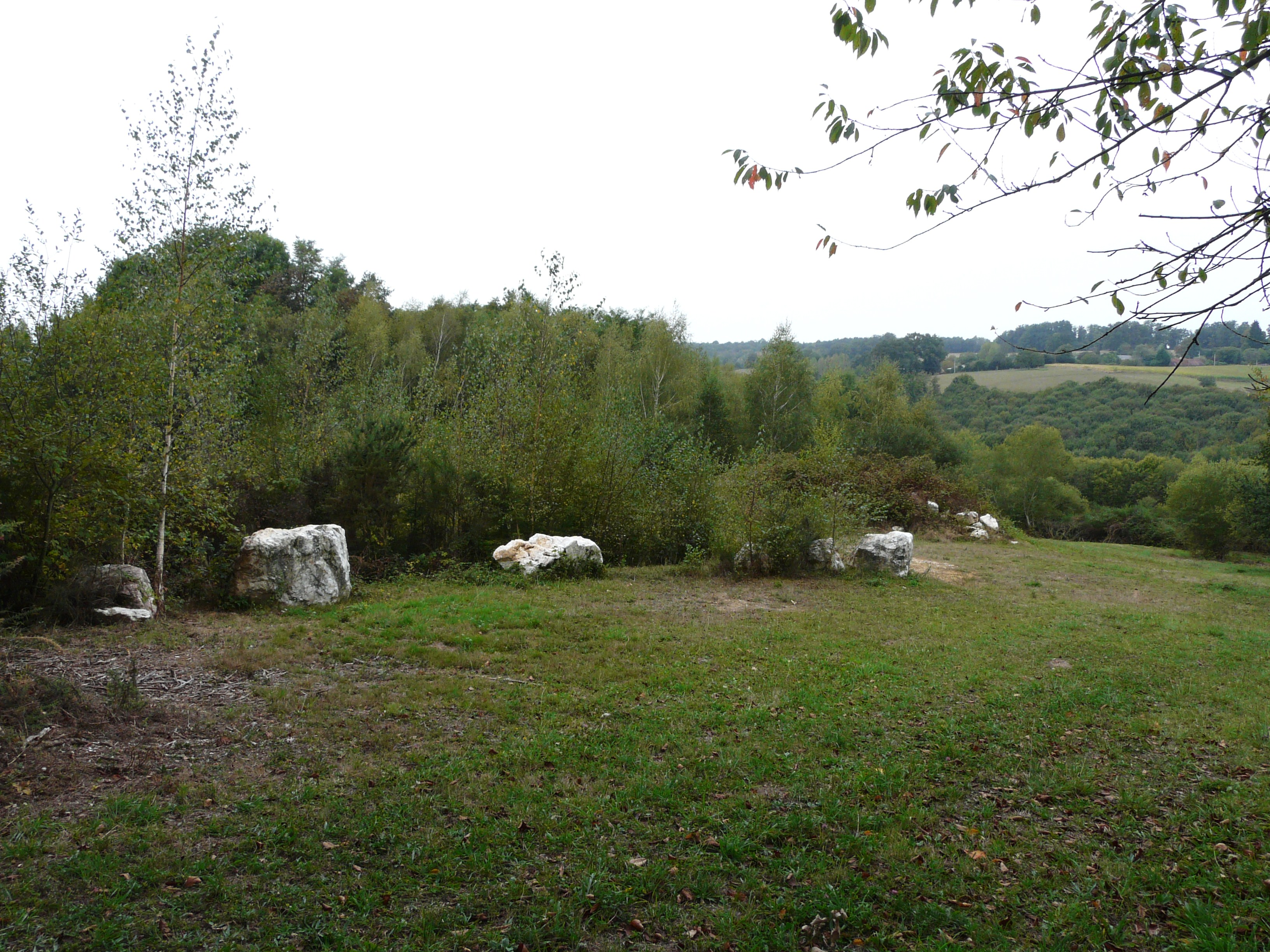
Saint-Paul-la-Roche
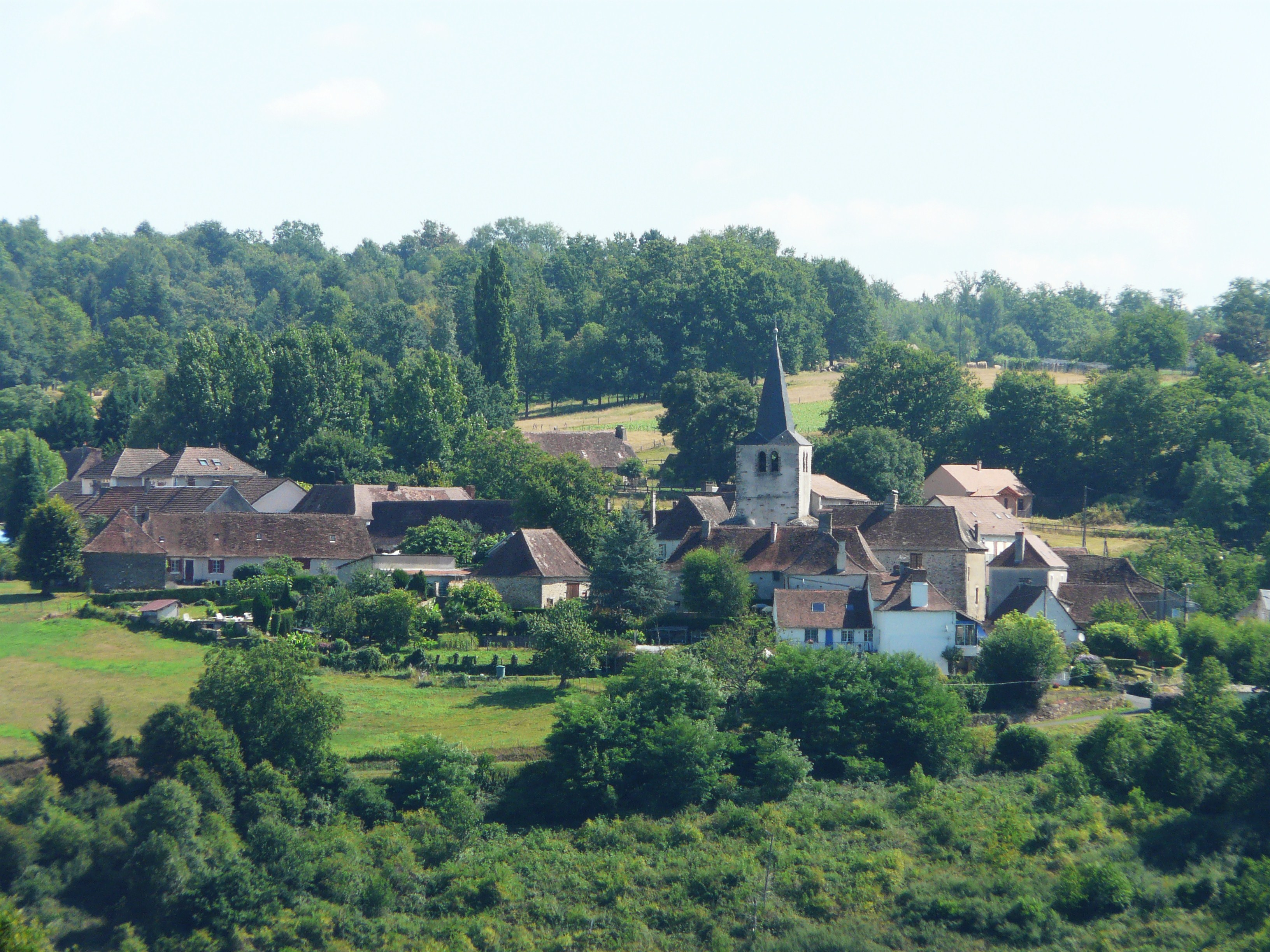
Saint-Paul-la-Roche
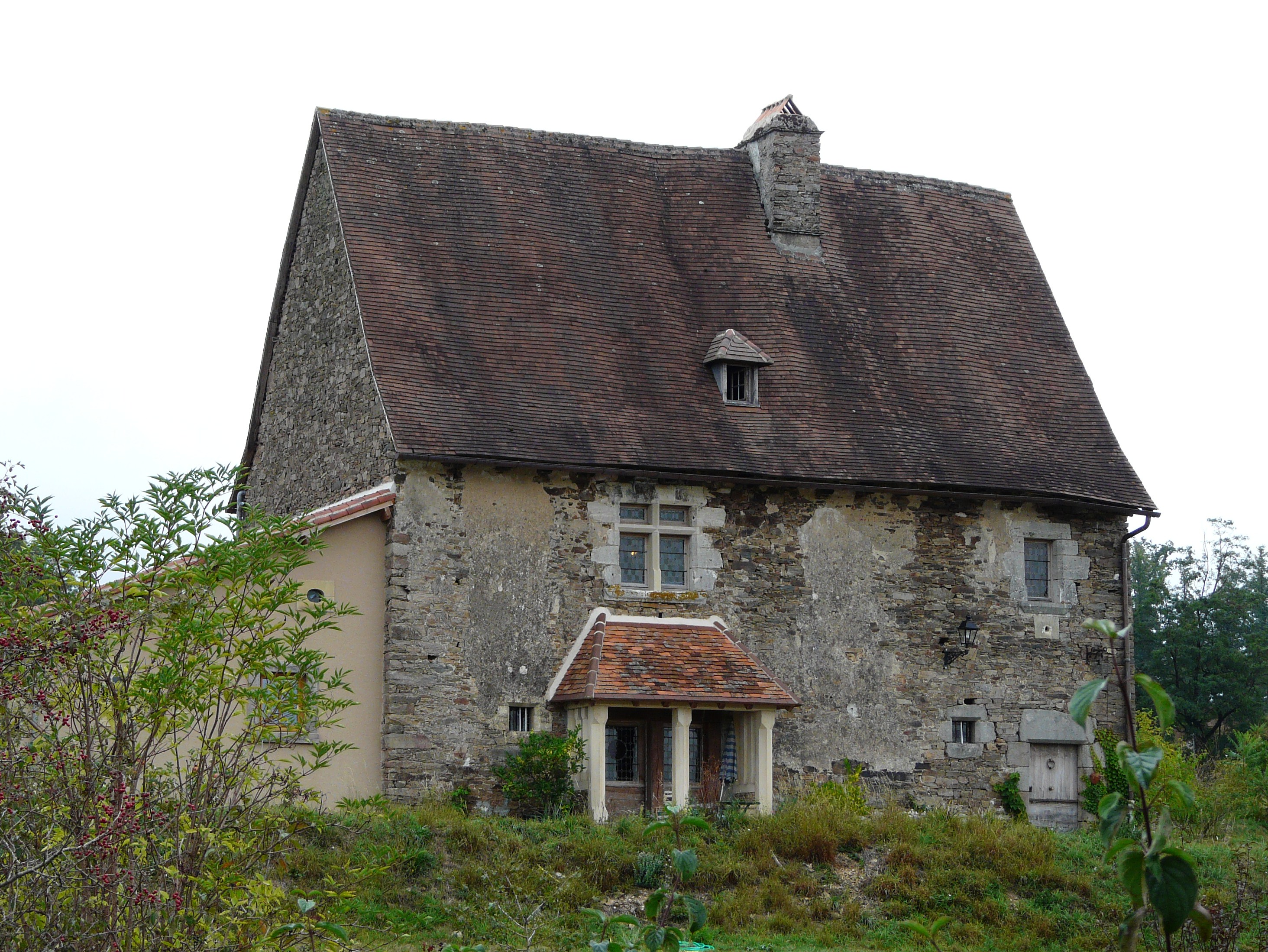
Tempeliershuis in Saint-Paul-la-Roche
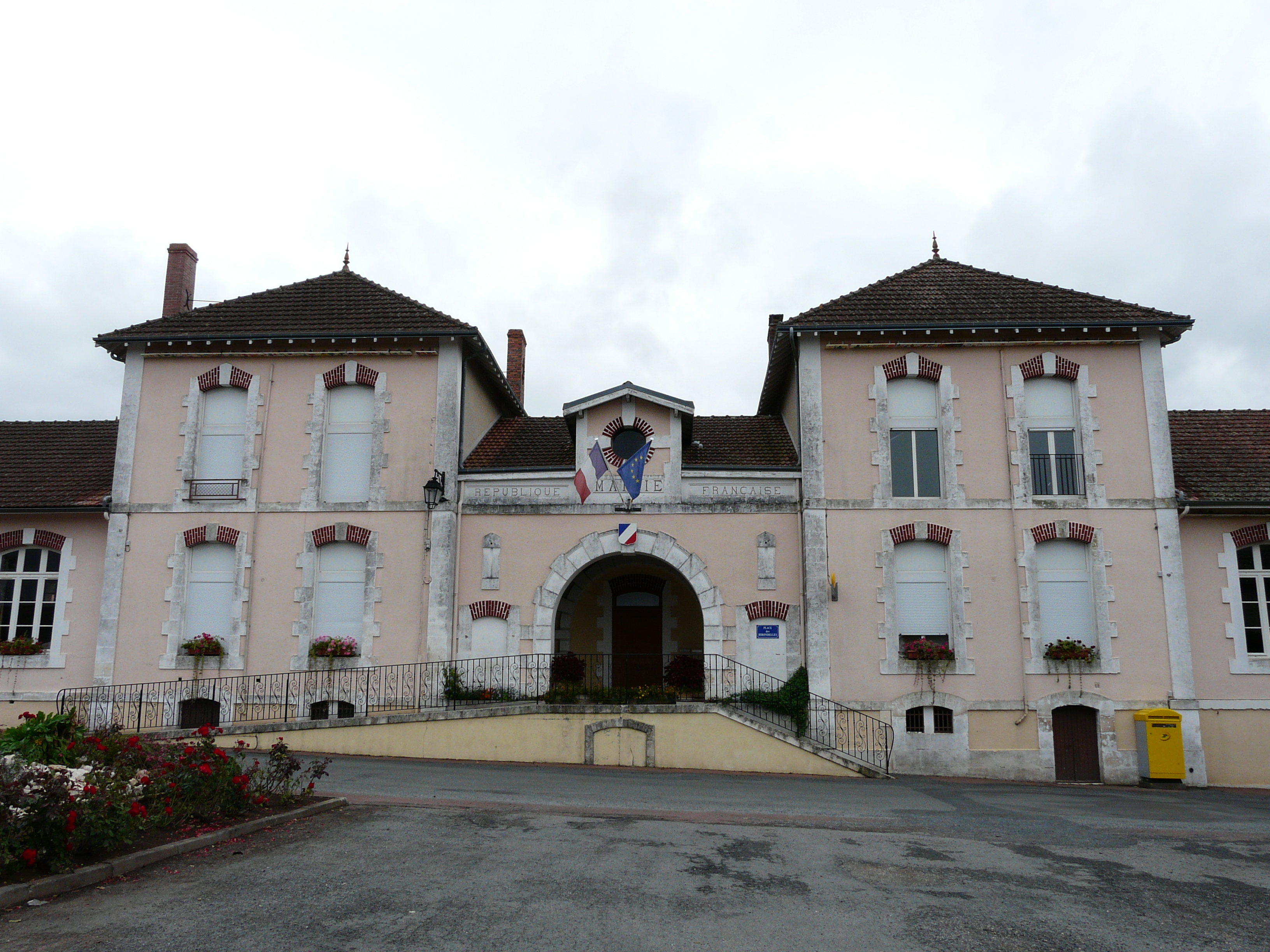
Gemeentehuis

## Geografie
De oppervlakte van Saint-Paul-la-Roche bedraagt 39,6 km², de bevolkingsdichtheid is 13,9 inwoners per km².
De onderstaande kaart toont de ligging van Saint-Paul-la-Roche met de belangrijkste infrastructuur en aangrenzende gemeenten.

## Demografie
Onderstaande figuur toont het verloop van het inwonertal (bron: INSEE-tellingen).